# 工場長
工場長（こうじょうちょう）とは、工場の最高責任者のことである。場長（じょうちょう）と呼ばれることもあり、類似した役職として、所長や製造部長を用いる場合もある。船舶の役職である甲板長（bosun）から転じた、ボウシンという呼称が用いられることもある。
その地位は、企業及び工場の規模や組織形態によって様々であるが、企業では役員のすぐ下に位置づけされ、工場内の労働者（従業員）が就くことのできる最高位の役職とされている場合が多い。
大企業の場合、工場長は取締役（例：○○担当取締役・取締役○○工場長）・執行役及び支配人として商業登記される場合が多く、その場合、製造現場のみならず工場全体における会社法・商法・労働基準法など各種法律上の責任者とされる。
また、市町村の清掃工場等、部署名の末尾が「工場」となっている部署の責任者も工場長を名乗る場合があるが、こちらは公務員の課長相当の役職であることが多い。
事務のみを取り扱う部署の責任者に比べて安全な操業のために気を遣うことが多く、現場の労働者が機械に巻き込まれる等、労働災害が発生した際は責任を取らなければならない事態に発展することもある。
工場長が所掌する工場内の組織について、大規模な工場では直接生産等に携わる労働者以外に給与関係、経理関係、苦情処理、各種法令関係、見学希望者の事務手続、工場長の権限で行われる渉外等の各種事務処理をさせるために工場専任で事務を取り扱う労働者が配置され、部(製造部等)→課(生産課、管理課等)→係(プレス係等)→班(1班等)のように部署が分かれていることがある一方、小規模な工場で事務を取り扱う部署が別にある場合は、工場長の下が直接班で直接生産等に携わる労働者のみであることも多い。